# Alojzy Lysko
Alojzy Wiktor Lysko (Bojszowy; 15 de Fevereiro de 1942 — ) é um político da Polónia. Ele foi eleito para a Sejm em 25 de Setembro de 2005 com 6581 votos em 31 no distrito de Katowice, candidato pelas listas do partido Prawo i Sprawiedliwość.